# Hebius viperinum
Espèce
Synonymes
- Xenochrophis viperinus Schenkel, 1901
- Amphiesma viperina (Schenkel, 1901)
- Amphiesma viperinum (Schenkel, 1901)

Statut de conservation UICN

 DD  : Données insuffisantes
Hebius viperinum est une espèce de serpents de la famille des Natricidae.

## Répartition
Cette espèce est endémique de la province de Riau sur l'île de Sumatra en Indonésie,.

## Publication originale
- Schenkel, 1901 : Achter Nachtrag zum Katalog des herpetologischen Sammlung des Basler Museums. Verhandlungen der Naturforschenden Gesellschaft in Basel, vol. 13, p. 142-199 (texte intégral).